# Danh sách sản phẩm của Sony Ericsson
Dưới đây là danh sách các sản phẩm sản xuất dưới nhãn hiệu Sony Ericsson. Phần lớn các mẫu mã đều được ra mắt với nhiều tên, phụ thuộc vào vùng phân phối, hiện tại biểu thị ở chữ cái được thêm vào cuối mã số của mẫu điện thoại ('i' cho phiên bản quốc tế, 'a' cho phiên bản Nam Mỹ, và 'c' cho phiên bản Trung Quốc Đại lục), nhưng biểu thị trên một vài mẫu(phần lớn là cũ hơn) bằng sự khác biệt nhỏ trong mã số của mẫu điện thoại. Thông thường, có một phiên bản dành riêng cho thị trường châu Âu và Mỹ, và phiên bản khác dành cho thị trường châu Á. Tuy nhiên, một vài mẫu còn có nhiều phiên bản hơn. Phần lớn máy thuộc dòng "Walkman" thường được ra mắt kèm theo nó là một phiên bản không thuộc dòng Walkman; ví dụ như chiếc điện thoại Sony Ericsson w580 và chiếc s500. Những phiên bản này có sự khác biệt rất nhỏ.

## Phiên bản Quốc tế
In đậm: điện thoại thông minh (smartphone).
S = Hiện trạng, trong đó P = đang bày bán, D = đã dừng bán, và U = sắp xuất hiện

### Dòng C: Cyber-shot

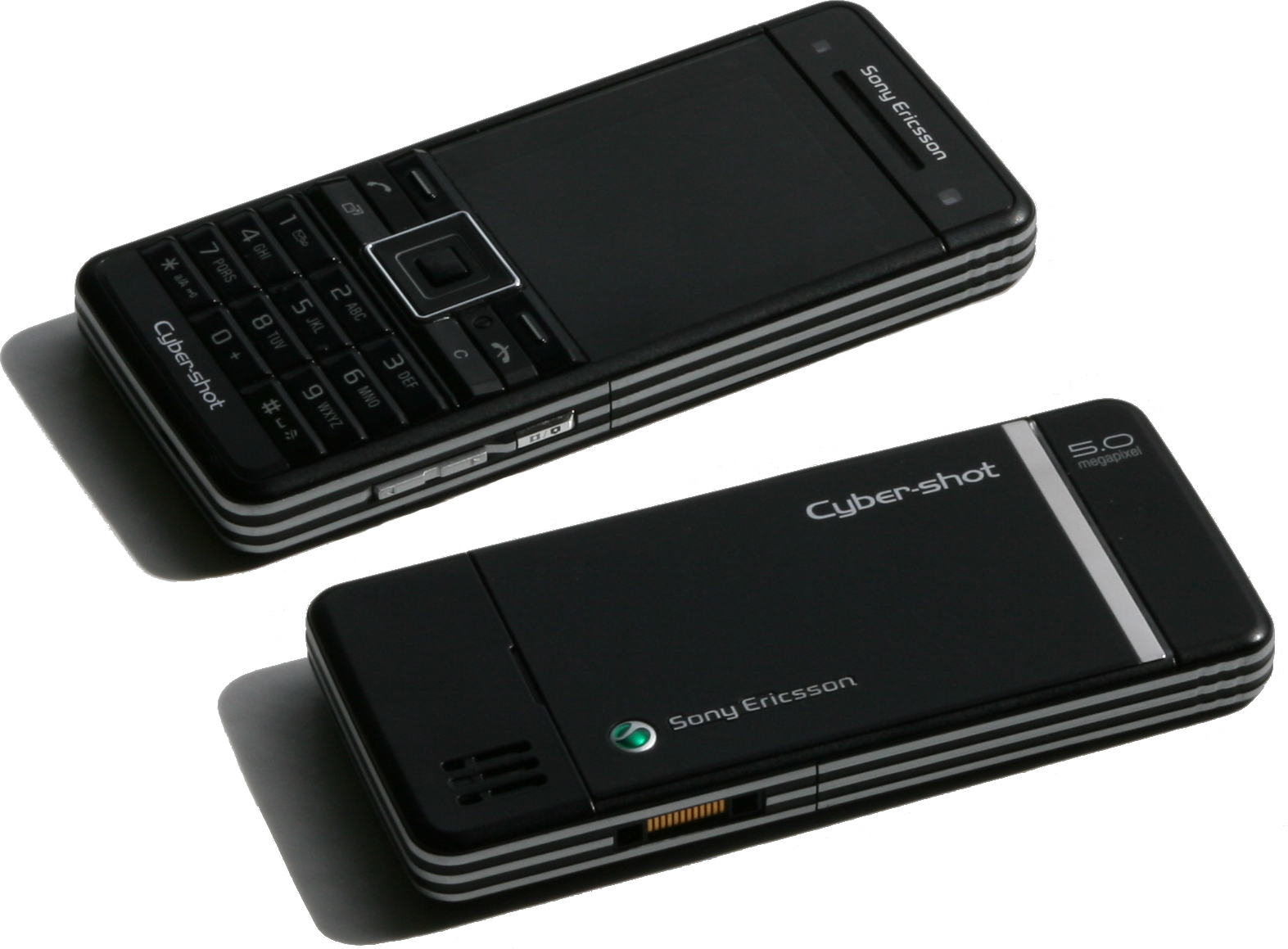
Sony Ericsson C902

| Phone model        | Màn hình | Ra mắt | S | Công nghệ/Tần số | Kiểu dáng | Camera        |
| Sony Ericsson C510 | Màu      | 2009   | P | GSM, UMTS        | Thanh     | 3.2 Megapixel |
| Sony Ericsson C702 | Màu      | 2008   | P | GSM, UMTS        | Thanh     | 3.2 Megapixel |
| Sony Ericsson C901 | Màu      | 2009   | D | GSM, UMTS        | Thanh     | 5 Megapixel   |
| Sony Ericsson C902 | Màu      | 2008   | P | GSM, UMTS        | Thanh     | 5 Megapixel   |
| Sony Ericsson C903 | Màu      | 2009   | P | GSM, UMTS        | Trượt     | 5 Megapixel   |
| Sony Ericsson C905 | Màu      | 2008   | P | GSM, UMTS        | Trượt     | 8.1 Megapixel |

### Dòng D: Deutsche Telekom
| Phone model         | Màn hình | Ra mắt | S | Công nghệ/Tần số | Kiểu dáng | Camera      |
| Sony Ericsson D750i | Màu      | 2005   | D | GSM              | Thanh     | 2 Megapixel |

### Dòng F: Điện thoại vui nhộn (Fun phones)
| Phone model         | Màn hình | Ra mắt | S | Công nghệ/Tần số | Kiểu dáng | Camera      |
| Sony Ericsson F305  | Màu      | 2008   | P | GSM              | Trượt     | 2 Megapixel |
| Sony Ericsson F500i | Màu      | 2004   | D | GSM              | Thanh     | VGA         |

### Dòng G
| Phone model        | Màn hình | Ra mắt | S | Công nghệ/Tần số | Kiểu dáng | Camera        |
| Sony Ericsson G502 | Màu      | 2008   | P | GSM, HSDPA       | Thanh     | 2 Megapixel   |
| Sony Ericsson G700 | Màu      | 2008   | P | GSM, UMTS        | Thanh     | 3.2 Megapixel |
| Sony Ericsson G705 | Màu      | 2008   | P | GSM, HSDPA       | Trượt     | 3.2 Megapixel |
| Sony Ericsson G900 | Màu      | 2008   | P | GSM, UMTS        | Thanh     | 5 Megapixel   |

### Dòng J
| Phone model        | Màn hình | Ra mắt | S | Công nghệ/Tần số | Kiểu dáng |
| Sony Ericsson J100 | Màu      | 2006   | D | GSM              | Thanh     |
| Sony Ericsson J110 | Màu      | 2007   | D | GSM              | Thanh     |
| Sony Ericsson J120 | Màu      | 2007   | D | GSM              | Thanh     |
| Sony Ericsson J132 | Màu      | 2008   | P | GSM              | Thanh     |
| Sony Ericsson J200 | Màu      | 2004   | D | GSM              | Thanh     |
| Sony Ericsson J210 | Màu      | 2005   | D | GSM              | Thanh     |
| Sony Ericsson J220 | Màu      | 2005   | D | GSM              | Thanh     |
| Sony Ericsson J230 | Màu      | 2006   | D | GSM              | Thanh     |
| Sony Ericsson J300 | Màu      | 2005   | D | GSM              | Thanh     |

### Dòng K: Điện thoại chụp ảnh
Một số điện thoại chuyên chụp ảnh thuộc dòng Cyber-shot.
| Phone model        | Màn hình | Ra mắt | S | Công nghệ/Tần số | Kiểu dáng | Camera        |
| Sony Ericsson K200 | Màu      | 2007   | P | GSM              | Thanh     | VGA           |
| Sony Ericsson K205 | Màu      | 2007   | P | GSM              | Thanh     | VGA           |
| Sony Ericsson K220 | Màu      | 2007   | P | GSM              | Thanh     | VGA           |
| Sony Ericsson K300 | Màu      | 2004   | D | GSM              | Thanh     | VGA           |
| Sony Ericsson K310 | Màu      | 2006   | D | GSM              | Thanh     | VGA           |
| Sony Ericsson K320 | Màu      | 2006   | D | GSM              | Thanh     | VGA           |
| Sony Ericsson K330 | Màu      | 2006   | P | GSM              | Thanh     | VGA           |
| Sony Ericsson K500 | Màu      | 2004   | D | GSM              | Thanh     | VGA           |
| Sony Ericsson K510 | Màu      | 2006   | D | GSM              | Thanh     | 1.3 Megapixel |
| Sony Ericsson K530 | Màu      | 2007   | P | GSM, UMTS        | Thanh     | 2 Megapixel   |
| Sony Ericsson K550 | Màu      | 2007   | P | GSM              | Thanh     | 2 Megapixel   |
| Sony Ericsson K600 | Màu      | 2005   | D | GSM, UMTS        | Thanh     | 1.3 Megapixel |
| Sony Ericsson K610 | Màu      | 2006   | D | GSM, UMTS        | Thanh     | 2 Megapixel   |
| Sony Ericsson K630 | Màu      | 2007   | P | GSM, HSDPA       | Thanh     | 2 Megapixel   |
| Sony Ericsson K660 | Màu      | 2008   | P | GSM, HSDPA       | Thanh     | 2 Megapixel   |
| Sony Ericsson K700 | Màu      | 2004   | D | GSM              | Thanh     | VGA           |
| Sony Ericsson K750 | Màu      | 2005   | D | GSM              | Thanh     | 2 Megapixel   |
| Sony Ericsson K770 | Màu      | 2007   | D | GSM, UMTS        | Thanh     | 3.2 Megapixel |
| Sony Ericsson K790 | Màu      | 2006   | D | GSM, EDGE        | Thanh     | 3.2 Megapixel |
| Sony Ericsson K800 | Màu      | 2006   | D | GSM, UMTS        | Thanh     | 3.2 Megapixel |
| Sony Ericsson K810 | Màu      | 2007   | D | GSM, UMTS        | Thanh     | 3.2 Megapixel |
| Sony Ericsson K850 | Màu      | 2007   | D | EDGE, HSDPA      | Thanh     | 5 Megapixel   |

### Dòng M: Điện thoại chuyên nhắn tin
| Phone model        | Màn hình | Ra mắt | S | Công nghệ/Tần số | Kiểu dáng | Camera   |
| Sony Ericsson M600 | Màu      | 2006   | D | GSM, UMTS        | Thanh     | Không có |

### Dòng P: PDA
| Phone model        | Màn hình | Ra mắt | S | Công nghệ/Tần số | Dáng | Camera        |
| Sony Ericsson P1   | Màu      | 2007   | P | GSM, UMTS        | PDA  | 3.2 Megapixel |
| Sony Ericsson P800 | Màu      | 2002   | D | GSM              | PDA  | VGA           |
| Sony Ericsson P900 | Màu      | 2003   | D | GSM              | PDA  | VGA           |
| Sony Ericsson P910 | Màu      | 2004   | D | GSM              | PDA  | VGA           |
| Sony Ericsson P990 | Màu      | 2006   | D | GSM, UMTS        | PDA  | 2 Megapixel   |

### Dòng R: Điện thoại nghe đài
| Phone model        | Màn hình | Ra mắt | S | Công nghệ/Tần số | Form factor | Camera |
| Sony Ericsson R300 | Màu      | 2008   | P | GSM              | Candybar    | VGA    |
| Sony Ericsson R306 | Màu      | 2008   | P | GSM              | Clamshell   | 1.3 mp |

### Dòng S: Điện thoại xoay - trượt thời trang
| Phone model        | Màn hình | Ra mắt | S | Công nghệ/Tần số | Kiểu dáng | Camera        |
| Sony Ericsson S302 | Màu      | 2008   | P | GSM              | Thanh     | 2 Megapixel   |
| Sony Ericsson S312 | Màu      | 2009   | P | GSM              | Thanh     | 2 Megapixel   |
| Sony Ericsson S500 | Màu      | 2007   | P | GSM              | Trượt     | 2 Megapixel   |
| Sony Ericsson S600 | Màu      | 2005   | D | GSM              | Xoay      | 1.3 Megapixel |
| Sony Ericsson S700 | Màu      | 2004   | D | GSM              | Xoay      | 1.3 Megapixel |
| Sony Ericsson S710 | Màu      | 2005   | D | GSM              | Xoay      | 1.3 Megapixel |

### Dòng T
| Phone model        | Màn hình | Ra mắt | S | Công nghệ/Tần số | Kiểu dáng | Camera        |
| Sony Ericsson T68  | Màu      | 2002   | D | GSM              | Thanh     | Không có      |
| Sony Ericsson T100 | Đơn sắc  | 2002   | D | GSM              | Thanh     | Không có      |
| Sony Ericsson T105 | Đơn sắc  | 2002   | D | GSM              | Thanh     | Không có      |
| Sony Ericsson T200 | Đơn sắc  | 2002   | D | GSM              | Thanh     | Không có      |
| Sony Ericsson T206 | Đơn sắc  | 2003   | D | CDMA, AMPS       | Thanh     | Không có      |
| Sony Ericsson T230 | Màu      | 2003   | D | GSM              | Thanh     | Không có      |
| Sony Ericsson T250 | Màu      | 2007   | P | GSM              | Thanh     | VGA           |
| Sony Ericsson T270 | Màu      | 2008   | P | GSM              | Thanh     | Không có      |
| Sony Ericsson T280 | Màu      | 2008   | P | GSM              | Thanh     | 1.3 Megapixel |
| Sony Ericsson T290 | Màu      | 2004   | D | GSM              | Thanh     | Không có      |
| Sony Ericsson T300 | Màu      | 2002   | D | GSM              | Thanh     | Không có      |
| Sony Ericsson T303 | Màu      | 2008   | P | GSM              | Trượt     | 1.3 Megapixel |
| Sony Ericsson T310 | Màu      | 2003   | D | GSM              | Thanh     | Không có      |
| Sony Ericsson T600 | Màu      | 2002   | D | GSM              | Thanh     | Không có      |
| Sony Ericsson T606 | Màu      | 2003   | D | CDMA, AMPS       | Thanh     | Phụ kiện      |
| Sony Ericsson T608 | Màu      | 2003   | D | CDMA, AMPS       | Thanh     | Phụ kiện      |
| Sony Ericsson T610 | Màu      | 2003   | D | GSM              | Thanh     | CIF           |
| Sony Ericsson T650 | Màu      | 2007   | P | GSM, UMTS        | Thanh     | 3.2 Megapixel |
| Sony Ericsson T700 | Màu      | 2008   | P | GSM, UMTS        | Thanh     | 3.2 Megapixel |
| Sony Ericsson T707 | Màu      | 2009   | P | GSM, UMTS        | Nắp gập   | 3.2 Megapixel |
| Sony Ericsson T715 | Màu      | 2009   | P | GSM, UMTS        | Trượt     | 3.2 Megapixel |

### Dòng V: Điện thoại dành riêng cho nhà mạng Vodaphone
| Phone model        | Màn hình | Ra mắt | S | Công nghệ/Tần số | Kiểu dáng | Camera        |
| Sony Ericsson V600 | Màu      | 2005   | D | GSM, UMTS        | Thanh     | 1.3 Megapixel |
| Sony Ericsson V630 | Màu      | 2006   | D | GSM, UMTS        | Thanh     | 2 Megapixel   |
| Sony Ericsson V640 | Màu      | 2007   | P | GSM, UMTS        | Thanh     | 2 Megapixel   |
| Sony Ericsson V800 | Màu      | 2005   | D | GSM, UMTS        | Nắp gập   | 1.3 Megapixel |

### Dòng W: Điên thoại Walkman chuyên nghe nhạc
| Phone model             | Màn hình | Ra mắt | S | Công nghệ/Tần số | Kiểu dáng | Camera        |
| Sony Ericsson W200      | Màu      | 2007   | P | GSM              | Thanh     | VGA           |
| Sony Ericsson W205      | Màu      | 2009   | P | GSM              | Trượt     | 1.3 Megapixel |
| Sony Ericsson W300      | Màu      | 2006   | D | GSM              | Nắp gập   | VGA           |
| Sony Ericsson W302      | Màu      | 2008   | P | GSM              | Thanh     | 2 Megapixel   |
| Sony Ericsson W350      | Màu      | 2008   | P | GSM              | Nắp gập   | 1.3 Megapixel |
| Sony Ericsson W380      | Màu      | 2007   | P | GSM              | Nắp gập   | 1.3 Megapixel |
| Sony Ericsson W395      | Màu      | 2009   | P | GSM              | Trượt     | 2 Megapixel   |
| Sony Ericsson W508      | Màu      | 2009   | P | GSM, UMTS HSDPA  | Nắp gập   | 3.2 Megapixel |
| Sony Ericsson W550/W600 | Màu      | 2005   | D | GSM              | Xoay      | 1.3 Megapixel |
| Sony Ericsson W580      | Màu      | 2007   | P | GSM              | Trượt     | 2 Megapixel   |
| Sony Ericsson W595      | Màu      | 2008   | P | GSM, UMTS        | Trượt     | 3.2 Megapixel |
| Sony Ericsson W610      | Màu      | 2007   | P | GSM              | Thanh     | 2 Megapixel   |
| Sony Ericsson W660      | Màu      | 2007   | P | GSM              | Thanh     | 2 Megapixel   |
| Sony Ericsson W700      | Màu      | 2006   | D | GSM              | Thanh     | 2 Megapixel   |
| Sony Ericsson W705      | Màu      | 2009   | P | GSM, UMTS HSDPA  | Trượt     | 3.2 Megapixel |
| Sony Ericsson W710      | Màu      | 2006   | D | GSM              | Nắp gập   | 2 Megapixel   |
| Sony Ericsson W760      | Màu      | 2008   | P | GSM, UMTS        | Trượt     | 3.2 Megapixel |
| Sony Ericsson W800      | Màu      | 2005   | D | GSM              | Thanh     | 2 Megapixel   |
| Sony Ericsson W810      | Màu      | 2006   | D | GSM              | Thanh     | 2 Megapixel   |
| Sony Ericsson W830      | Màu      | 2006   | D | GSM              | Trượt     | 2 Megapixel   |
| Sony Ericsson W850      | Màu      | 2006   | D | GSM, UMTS        | Trượt     | 2 Megapixel   |
| Sony Ericsson W880      | Màu      | 2007   | P | GSM, UMTS        | Thanh     | 2 Megapixel   |
| Sony Ericsson W890      | Màu      | 2008   | P | GSM, UMTS        | Thanh     | 3.2 Megapixel |
| Sony Ericsson W900      | Màu      | 2006   | D | GSM, UMTS        | Xoay      | 2 Megapixel   |
| Sony Ericsson W902      | Màu      | 2008   | P | GSM,             | Thanh     | 5 Megapixel   |
| Sony Ericsson W910      | Màu      | 2008   | P | GSM, HSDPA       | Trượt     | 2 Megapixel   |
| Sony Ericsson W950      | Màu      | 2007   | D | GSM, UMTS        | Thanh     | None          |
| Sony Ericsson W960      | Màu      | 2007   | P | GSM, UMTS        | Thanh     | 3.2 Megapixel |
| Sony Ericsson W980      | Màu      | 2008   | P | GSM, HSDPA       | Nắp gập   | 3.2 Megapixel |
| Sony Ericsson W995      | Màu      | 2009   | P | GSM, HSDPA       | Trượt     | 8.1 Megapixel |
| Sony Ericsson Spiro™    | Màu      | 2010   | U | GSM              | Trượt     | 2 Megapixel   |
| Sony Ericsson Zylo™     | Màu      | 2010   | U | GSM, HSDPA       | Trượt     | 3.2 Megapixel |
| Sony Ericsson Yendo™    | Màu      | 2010   | U | GSM, HSDPA       | Cảm ứng   | 2 Megapixel   |

### Dòng X: Điện thoại Xperia
| Phone model                       | Màn hình | Ra mắt | S | Công nghệ/Tần số | Kiểu dáng | Camera         | OS                            |
| Sony Ericsson XPERIA X1           | Màu      | 2008   | P | GSM, UMTS        | Trượt     | 3.2 Megapixel  | Windows Mobile 6.1            |
| Sony Ericsson XPERIA X2           | Màu      | 2009   | P | GSM              | Trượt     | 8.1 Megapixel  | Windows Mobile 6.5            |
| Sony Ericsson XPERIA X5           | Xám mờ   | 2009   | P | GSM, UMTS        | Thanh     | Modified A100  |                               |
| Sony Ericsson XPERIA X8           | Màu      | 2010   | U | GSM              | Cảm ứng   | 3.15 Megapixel | Android 1.6                   |
| Sony Ericsson XPERIA X10          | Màu      | 2010   | P | GSM, UMTS        | Cảm ứng   | 8.1 Megapixel  | Android 1.6 (có thể nâng cấp) |
| Sony Ericsson Xperia X10 Mini     | Màu      | 2010   | P | GSM, UMTS        | Cảm ứng   | 5 Megapixel    | Android 1.6                   |
| Sony Ericsson Xperia X10 Mini Pro | Màu      | 2010   | P | GSM, UMTS        | Cảm ứng   | 5 Megapixel    | Android 1.6                   |

### Dòng Z: Điện thoại nắp gập
| Phone model         | Màn hình | Ra mắt | S | Công nghệ/Tần số | Kiểu dáng | Camera        |
| Sony Ericsson Z200  | Màu      | 2003   | D | GSM              | Nắp gập   | Không có      |
| Sony Ericsson Z250  | Màu      | 2007   | P | GSM              | Nắp gập   | VGA           |
| Sony Ericsson Z300  | Màu      | 2006   | D | GSM              | Nắp gập   | Không có      |
| Sony Ericsson Z310  | Màu      | 2007   | P | GSM              | Nắp gập   | VGA           |
| Sony Ericsson Z320  | Màu      | 2007   | P | GSM              | Nắp gập   | 1.3 Megapixel |
| Sony Ericsson Z500  | Màu      | 2005   | D | GSM              | Nắp gập   | VGA           |
| Sony Ericsson Z510  | Màu      | 2007   | D | GSM              | Nắp gập   | 2.0 Megapixel |
| Sony Ericsson Z520  | Màu      | 2005   | D | GSM              | Nắp gập   | VGA           |
| Sony Ericsson Z525a | Màu      | 2005   | D | GSM              | Nắp gập   | VGA           |
| Sony Ericsson Z530  | Màu      | 2006   | D | GSM              | Nắp gập   | VGA           |
| Sony Ericsson Z550  | Màu      | 2007   | P | GSM              | Nắp gập   | 1.3 Megapixel |
| Sony Ericsson Z555  | Màu      | 2007   | P | GSM              | Nắp gập   | 1.3 Megapixel |
| Sony Ericsson Z600  | Màu      | 2003   | D | GSM              | Nắp gập   | CIF           |
| Sony Ericsson Z610  | Màu      | 2006   | P | GSM, UMTS        | Nắp gập   | 2 Megapixel   |
| Sony Ericsson Z700  | Màu      | Hủy    |   | GSM              | Nắp gập   | Không có      |
| Sony Ericsson Z710  | Màu      | 2006   | D | GSM              | Nắp gập   | 2 Megapixel   |
| Sony Ericsson Z750  | Màu      | 2007   | P | GSM, UMTS        | Nắp gập   | 2 Megapixel   |
| Sony Ericsson Z770  | Màu      | 2008   | P | GSM, HSDPA       | Nắp gập   | 2 Megapixel   |
| Sony Ericsson Z780  | Màu      | 2008   | P | GSM, HSDPA       | Nắp gập   | 2 Megapixel   |
| Sony Ericsson Z800  | Màu      | 2005   | D | GSM, UMTS        | Nắp gập   | 1.3 Megapixel |
| Sony Ericsson Z1010 | Màu      | 2003   | D | GSM, UMTS        | Nắp gập   | VGA           |